# Jubileul de diamant al Elisabetei a II-a

Steagul personal al reginei Elisabeta a II-a

Jubileul de diamant al Elisabetei a II-a este o sărbătoare multinațională de-a lungul anului 2012 care marchează aniversarea a 60 de ani de domnie a reginei Elisabeta a II-a a Regatului Unit. Elisabeta a II-a a urcat pe tron la 6 februarie 1952 în urma decesului tatălui ei, regele George al VI-lea al Regatului Unit. Astăzi ea este regina a 16 state suverane, dintre care 12 sunt colonii britanice sau dominioane.
În afara Elisabetei a II-a, regina Victoria este singurul monarh din istoria Regatului Unit, Canada, Australia, Noua Zeelandă și a altor câteva regate din Commonwealth care a celebrat Jubileul de Diamant (în 1897).
Elisabeta a II-a este al doilea monarh în viață după numărul de ani de domnie. Primul monarh în viață după numărul de ani de domnie este regele Thailandei Bhumibol Adulyadej care domnește din 9 iunie 1946.
Britanicii vor sărbători patru zile jubileul de diamant, între 2 - 5 iunie 2012, cu petreceri în stradă și concerte.
Principalele momente festive au început sâmbătă, 2 iunie, data încoronării reginei, când s-a desfășurat derby-ul de la Epsom (este o cunoscută cursă hipică anuală care are loc în orașul Epsom, Anglia, de sute de ani. A fost organizată prima dată în anul 1780 de Edward Stanley, conte de Derby), singurul în care caii reginei nu au fost premiați până acum. Nici un cal din echipa sa nu a participat anul acesta la derby.